# ハンク・アーロン賞

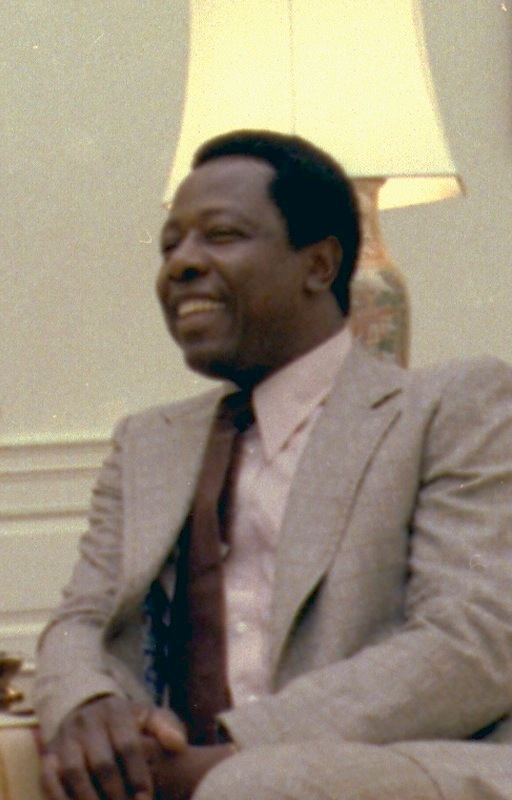
ハンク・アーロン

ハンク・アーロン賞（ハンク・アーロンしょう、Hank Aaron Award）は、メジャーリーグベースボールの賞のひとつ。
ハンク・アーロンが、ベーブ・ルースの通算本塁打記録を塗り替えてから25周年を記念して1999年に創設された。アメリカンリーグ・ナショナルリーグから、その年に最も活躍したそれぞれ一人ずつの打者が選出される。

## 投票システム
この賞が創設された1999年は、安打、本塁打、打点に特定のポイントを割り振り、その合計点で決めるというものだった。しかしこのシステムは僅か一年で変更され、その後も幾度か変更が加えられ、現在のシステムとなっている。
- 2000年～2002年 - 各チームのラジオとテレビの実況キャスター、解説者による投票システム。投票者はそれぞれ1位票（5ポイント）、2位票（3ポイント）、3位票（1ポイント）からなる3つの投票権を持ち、それぞれを異なる選手へ投票。最も多くのポイントを集めた選手が受賞者となる。
- 2003年 - 前年度までのキャスター、解説者による投票に加え、MLB公式ウェブサイトからのファン投票が考慮されることとなった。キャスター達の投票は全体の70％、ファンからの投票は30％となっていた。
- 2004年～2006年 - まず8月にMLB30チームからそれぞれ3人の候補が選ばれ、MLB公式ウェブサイトからのファン投票によって各チーム1人、合計30人に絞られる。その30名はMLBの委員会によって各リーグ6名にまで絞られ、再びファン投票により最終決定された。
- 2007年～2008年 - MLBの委員会によりあらかじめ1チーム1人に絞られ、そこからファン投票で各リーグ6人に絞られる。さらにその各リーグ6人をファン投票にかけ、最終決定された。
- 2009年以降 - MLB30チームからそれぞれ3人の候補が選ばれ、ファン投票によって各チーム1人、合計30人に絞られる。そこから再びファン投票により最終決定された。2004～2006年のシステムから「委員会により6人に絞られる」という部分が抜けた方式となり、ほぼ完全にファン投票のみで選出されることになった。

## 過去受賞者
- 太字はリーグ最高

| 年   | ナショナルリーグ               | ナショナルリーグ               | ナショナルリーグ | ナショナルリーグ | ナショナルリーグ | アメリカンリーグ                   | アメリカンリーグ               | アメリカンリーグ | アメリカンリーグ | アメリカンリーグ |
| 年   | 受賞者（受賞回数）             | 所属チーム                     | 打率             | 本塁打           | 打点             | 受賞者（受賞回数）                 | 所属チーム                     | 打率             | 本塁打           | 打点             |
| ---- | ------------------------------ | ------------------------------ | ---------------- | ---------------- | ---------------- | ---------------------------------- | ------------------------------ | ---------------- | ---------------- | ---------------- |
| 1999 | サミー・ソーサ                 | シカゴ・カブス                 | .288             | 63               | 141              | マニー・ラミレス                   | クリーブランド・インディアンス | .333             | 44               | 165              |
| 2000 | トッド・ヘルトン               | コロラド・ロッキーズ           | .372             | 42               | 147              | カルロス・デルガド                 | トロント・ブルージェイズ       | .344             | 41               | 137              |
| 2001 | バリー・ボンズ                 | サンフランシスコ・ジャイアンツ | .328             | 73               | 137              | アレックス・ロドリゲス             | テキサス・レンジャーズ         | .318             | 52               | 135              |
| 2002 | バリー・ボンズ(2)              | サンフランシスコ・ジャイアンツ | .370             | 46               | 110              | アレックス・ロドリゲス(2)          | テキサス・レンジャーズ         | .300             | 57               | 142              |
| 2003 | アルバート・プホルス           | セントルイス・カージナルス     | .359             | 43               | 124              | アレックス・ロドリゲス(3)          | テキサス・レンジャーズ         | .298             | 47               | 118              |
| 2004 | バリー・ボンズ(3)              | サンフランシスコ・ジャイアンツ | .362             | 45               | 101              | マニー・ラミレス(2)                | ボストン・レッドソックス       | .308             | 43               | 130              |
| 2005 | アンドリュー・ジョーンズ       | アトランタ・ブレーブス         | .263             | 51               | 128              | デビッド・オルティーズ             | ボストン・レッドソックス       | .300             | 47               | 148              |
| 2006 | ライアン・ハワード             | フィラデルフィア・フィリーズ   | .313             | 58               | 149              | デレク・ジーター                   | ニューヨーク・ヤンキース       | .343             | 14               | 97               |
| 2007 | プリンス・フィルダー           | ミルウォーキー・ブルワーズ     | .288             | 50               | 119              | アレックス・ロドリゲス(4)          | ニューヨーク・ヤンキース       | .314             | 54               | 156              |
| 2008 | アラミス・ラミレス             | シカゴ・カブス                 | .289             | 27               | 111              | ケビン・ユーキリス                 | ボストン・レッドソックス       | .312             | 29               | 115              |
| 2009 | アルバート・プホルス(2)        | セントルイス・カージナルス     | .327             | 47               | 135              | デレク・ジーター(2)                | ニューヨーク・ヤンキース       | .334             | 18               | 66               |
| 2010 | ジョーイ・ボット               | シンシナティ・レッズ           | .324             | 37               | 113              | ホセ・バティスタ                   | トロント・ブルージェイズ       | .260             | 54               | 124              |
| 2011 | マット・ケンプ                 | ロサンゼルス・ドジャース       | .324             | 39               | 126              | ホセ・バティスタ(2)                | トロント・ブルージェイズ       | .302             | 43               | 103              |
| 2012 | バスター・ポージー             | サンフランシスコ・ジャイアンツ | .336             | 24               | 103              | ミゲル・カブレラ                   | デトロイト・タイガース         | .330             | 44               | 139              |
| 2013 | ポール・ゴールドシュミット     | アリゾナ・ダイヤモンドバックス | .302             | 36               | 125              | ミゲル・カブレラ(2)                | デトロイト・タイガース         | .348             | 44               | 137              |
| 2014 | ジャンカルロ・スタントン       | マイアミ・マーリンズ           | .288             | 37               | 105              | マイク・トラウト                   | ロサンゼルス・エンゼルス       | .287             | 36               | 111              |
| 2015 | ブライス・ハーパー             | ワシントン・ナショナルズ       | .330             | 42               | 99               | ジョシュ・ドナルドソン             | トロント・ブルージェイズ       | .297             | 41               | 123              |
| 2016 | クリス・ブライアント           | シカゴ・カブス                 | .292             | 39               | 102              | デビッド・オルティーズ(2)          | ボストン・レッドソックス       | .315             | 38               | 127              |
| 2017 | ジャンカルロ・スタントン(2)    | マイアミ・マーリンズ           | .281             | 59               | 132              | ホセ・アルトゥーベ                 | ヒューストン・アストロズ       | .346             | 24               | 81               |
| 2018 | クリスチャン・イエリッチ       | ミルウォーキー・ブルワーズ     | .326             | 36               | 110              | J.D.マルティネス                   | ボストン・レッドソックス       | .330             | 43               | 130              |
| 2019 | クリスチャン・イエリッチ(2)    | ミルウォーキー・ブルワーズ     | .329             | 44               | 97               | マイク・トラウト(2)                | ロサンゼルス・エンゼルス       | .291             | 45               | 104              |
| 2020 | フレディ・フリーマン           | アトランタ・ブレーブス         | .341             | 13               | 53               | ホセ・アブレイユ                   | シカゴ・ホワイトソックス       | .317             | 19               | 60               |
| 2021 | ブライス・ハーパー(2)          | フィラデルフィア・フィリーズ   | .309             | 35               | 84               | ブラディミール・ゲレーロ・ジュニア | トロント・ブルージェイズ       | .311             | 48               | 111              |
| 2022 | ポール・ゴールドシュミット(2)  | セントルイス・カージナルス     | .317             | 35               | 115              | アーロン・ジャッジ                 | ニューヨーク・ヤンキース       | .311             | 62               | 131              |
| 2023 | ロナルド・アクーニャ・ジュニア | アトランタ・ブレーブス         | .337             | 41               | 106              | 大谷翔平                           | ロサンゼルス・エンゼルス       | .304             | 44               | 95               |
| 2024 | 大谷翔平(2)                    | ロサンゼルス・ドジャース       | .310             | 54               | 130              | アーロン・ジャッジ(2)              | ニューヨーク・ヤンキース       | .322             | 58               | 144              |